# سيلفر سيرفر

غلاف القصة المصورة للرجل الخارق سيلفر سيرفر عام 1968

سيلفر سيرفر (بالإنجليزية: Silver Surfer)‏ ، هو شخصية خيالية يعرف عنه بالرجل الفضي، صاحب القدرات الخارقة والذي يقوم بتدمير مشروع الفضائيون الأشرار، ظهر هذه الشخصية لأول مرة عام 1966م، وهو أحد الشخصيات البطلة في مارفيل كومكس ، ويتميز بحمل القارب المتزحلق لينطلق إلى الفضاء وإلى الأرض كذلك.

## وصلات خارجية
- سيلفر سيرفر على موقع EncyclopediaOfSurfing.com (الإنجليزية)
- Silver Surfer at the Marvel Database Project
- The Complete Silver Surfer Appearance List